# Nobilinus coccineus
Nobilinus coccineus is een insect uit de familie van de gaasvliegen (Chrysopidae), die tot de orde netvleugeligen (Neuroptera) behoort. 
Nobilinus coccineus is voor het eerst wetenschappelijk beschreven door Brauer in 1864.